# Брухкебел
Брухкебел (њем. Bruchköbel) град је у њемачкој савезној држави Хесен. Једно је од 28 општинских средишта округа Мајн-Кинциг. Према процјени из 2010. у граду је живјело 20.621 становника. Посједује регионалну шифру (AGS) 6435006.

## Географски и демографски подаци
Брухкебел се налази у савезној држави Хесен у округу Мајн-Кинциг. Град се налази на надморској висини од 113 метара. Површина општине износи 29,7 km². У самом граду је, према процјени из 2010. године, живјело 20.621 становника. Просјечна густина становништва износи 695 становника/km².

## Међународна сарадња
| Мјесто | Држава    | Врста сарадње | Од    |
| ------ | --------- | ------------- | ----- |
| Боскоп | Холандија | партнерство   | 1983. |
| Харкањ | Мађарска  | партнерство   | 1993. |
| Извор  |           |               |       |